# Хараборкин, Георгий Филимонович
Георгий Филимонович Хараборкин (10 ноября 1905 — 5 июля 1941) — Герой Советского Союза, участник советско-финской и Великой Отечественной войн, командир танкового батальона.

## Биография
Г. Ф. Хараборкин родился в селе Алёшенка Трубчевского уезда (ныне Трубчевского района Брянской области).
В Красной Армии с 1927 года. Член ВКП(б)/КПСС с 1929 года. В 1934 году окончил Орловское бронетанковое училище.
В 1939 году обучался на курсах усовершенствования командного состава во 2-м Саратовском танковом училище. Командир 3-й танковой роты 20-й танковой бригады 123-й стрелковой дивизии старший лейтенант Г. Ф. Хараборкин отличился во время советско-финской войны (1930—1940). Танковая рота под его командованием 11—13 февраля 1940 года подавила огневые точки противника и прорвала оборону. Экипаж танка Хараборкина уничтожил два противотанковых орудия и танк противника.
Указом Президиума Верховного Совета СССР от 11 апреля 1940 года Г. Ф. Хараборкину присвоено звание Героя Советского Союза.
Во время Великой Отечественной войны капитан Xараборкин Г. Ф. командир 1 танкового батальона 27-го танкового полка 14-я танковой дивизии (7-й механизированный корпус, Западный фронт).
Погиб 6 июля 1941 года. Группа танков 27-го танкового полка под командованием капитана Xараборкина проводила разведку боем позиций противника на реке Черногостница. В бою танк КВ-2, в котором находился командир батальона, был подожжён снарядом противника и сгорел вместе с экипажем.
Именем Г. Ф. Хараборкина названа одна из улиц в Бешенковичах.